# Pfennig
Der Pfennig (Abkürzung Pf, Pfg oder Dpf, Symbol ₰) war eine deutsche Währungseinheit, die seit Karl dem Großen bis zur Einführung des Euro als Bargeld 2002 Bestand hatte. Er wurde im Lauf der Jahrhunderte zum niedrigsten Scheidemünzen-Nominal.

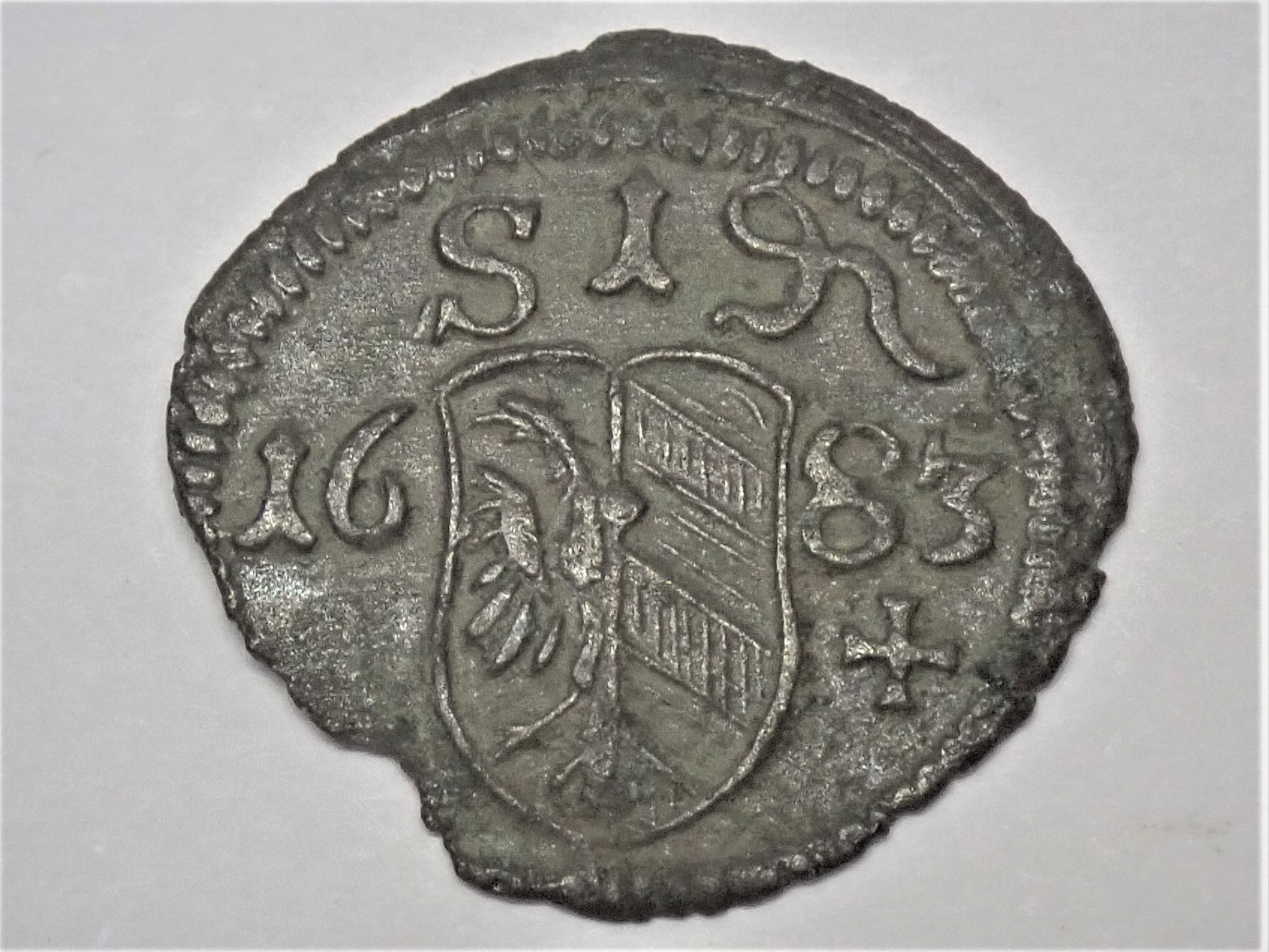
Nürnberger Silberpfennig mit Pfennigsymbol oben rechts

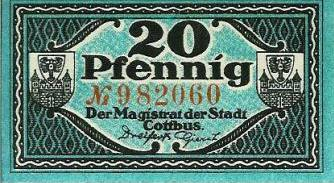
Pfennigschein als Notgeld

Wappen von Pennigbüttel

## Überblick

### Bezeichnungen
Das Wort Pfennig (als Silberpfennig den Denar bzw. denarius ablösend) lässt sich bis ins 8. Jahrhundert zurückverfolgen und wurde Penning, Panni(n)g, Pfenni(n)c, Pfending u. a. genannt, beispielsweise in Preußen noch bis 1873 Pfenning. Das -ing- oder -inc-Suffix diente, neben -ung, der Bildung von Zugehörigkeitssubstantiven u. ä. und tritt auch in anderen Münzbezeichnungen auf, beispielsweise in Schilling. Die weitere Herkunft ist nicht geklärt, möglich ist aber eine frühe Entlehnung aus lateinisch pondus („Gewicht“, vgl. Pfund).

### Verwandte Währungen
Der Pfennig war der „Vater“ für eine ganze Reihe späterer Münznominale, die Teile oder Vielfache des späteren eigentlichen Pfennigs wurden: Groschen („großer [Pfennig]“, von lat. grossus „groß, dick“), Angster („enger [Pfennig]“, von lat. angustus „eng, dünn“), Albus („weißer [Pfennig]“, von lat. albus „weiß“; anfangs in Groschengröße), Witten („weißer [Pfennig]“), Rappen („Pfennig mit einem Raben“), Stäbler („Pfennig mit dem Baselstab“), Heller („Haller [Pfennig]“), Schwaren („schwerer [Pfennig]“) u. a.
Weiterhin gab es „leichte Pfennige“, „gute Pfennige“ oder auch „Zollpfennige“, was am Gepräge direkt ablesbar war. Einige Pfennigarten erhielten im Volksmund spezielle Bezeichnungen, wie die Erfurter „Sargpfennige“.
Der Pfennig war Vorbild für den bis zur Euro-Bargeldeinführung umlaufenden penni in Finnland, für den fenig  in Polen (1917 bis 1918) und für den penn  in Estland (1919 bis 1928). Noch heute läuft in Bosnien-Herzegowina der fening um. Der penny in Großbritannien entstand etwa gleichzeitig mit dem karolingischen Denarius/Pfennig.
Der Pfennig war außerdem ein altes Silbergewicht (1⁄256 Silber-Gewichtsmark), vergleichbar dem englischen Pennyweight.
Im Mittelalter stand phennincgewichte für lateinisch drachma und entsprach dem Apothekergewicht von einem Quentchen.

### Begriff auf Wertmarken
Gelegentlich wird der Begriff Pfennig auch auf Wertmarken verwendet, bei denen es sich nicht um Geld im engeren Sinne handelt. Dabei kann es sich zum Beispiel um „Brotpfennige“ handeln, die eine Stadt in Notzeiten herausgab, um für Bedürftige den Einkauf von Brot zu subventionieren, oder um Wertmarken innerhalb des Trucksystems.

## Geschichte des Pfennigs

### Mittelalter

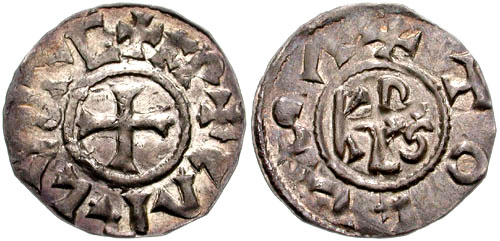
Karolingischer Denarius (Denier)

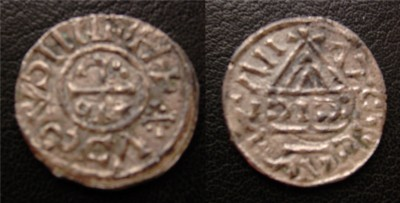
Regensburger Pfennig aus dem 10. Jh.

Karl der Große legte im sogenannten Karolingischen Münzfuß fest, dass aus einem karolingischen Pfund Silber 240 Münzen (entspricht etwa 1,7 g Silber je Münze) geprägt werden sollen, die lateinisch mit dem Wort Denarius nach der alten römischen Münze benannt wurden (siehe Sachsenpfennig – Münzfuß). Aus der Bezeichnung entwickelte sich später in Frankreich der Denier und in Italien der Denaro. Auch das arabische Wort dinar (دينار) lässt sich auf das lateinische Wort denarius zurückführen. Im Althochdeutschen wurde bereits zur Zeit Karls des Großen der Denarius mit dem Wort Pfennig („phenninc“) benannt. Im norddeutschen und niederländischen Sprachraum hieß er später Penning und in England Penny. Die Bezeichnung paenig für den römischen Denarius taucht zum ersten Mal um 765 in England auf, als König Offa nach karolingischem Vorbild Denarii aus Silber schlagen ließ. Dies erklärt die Abkürzung ‚d‘ wie denarius, die bis 1971 in Großbritannien für den „alten“ Penny gebräuchlich war. Die frühen Pfennige hatten ein Gewicht von etwa 1,3 g bis 2 g, das im Verlauf der Jahrhunderte sich tendenziell ständig verminderte. Die häufigen Gewichtsschwankungen gleicher Pfennige waren teilweise herstellungstechnisch bedingt, wobei die höhergewichtigen Pfennigexemplare einer „ständigen privaten Aussortierung“ unterlagen, siehe Greshamsches Gesetz. Zu dieser Zeit und sogar teilweise bis in die Neuzeit musste das Gesamtgewicht einer bestimmten Anzahl von gleichartigen Pfennigen bei größeren Zahlungen stimmen, was tendenziell abweichende Kurse zwischen kleineren und größeren Münznominalen förderte und dann seinen absoluten Höhepunkt in der Kipper- und Wipperzeit fand. Zum Beispiel geben Begriffe „Schock Pfennig“ (= 60 Pf), „Schockgroschen“ oder „Pfund Sterling“ (= 240 d) Hinweise auf diese Zahlungsweisen mit kleinen Münznominalen.
Vom 8. bis zum 13. Jahrhundert bestand der Pfennig (bzw. Denar) aus hochwertigem Silber, neben nur als Rechnungsgrößen verwendeten anderen Einheiten alleiniges Währungsnominal und besaß hohe Kaufkraft. Deshalb wird diese Epoche in der Münzkunde auch Pfennigzeit genannt. Nur ganz selten wurden Pfennig-Hälblinge geprägt, die auch als Obole oder Scherfe bezeichnet wurden.

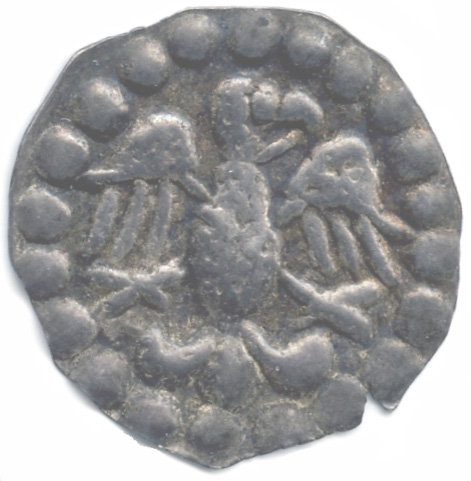
Rottweiler Pfennig, zwischen 1200 und 1220

Der Pfennig war um 1200 das größte und einzige deutsche Silber-Kurantmünzen-Nominal, wenn man von importierten ausländischen Gold- und Silbermünzen absieht. Kleinere Geldwerte wurden durch Halbierung oder Viertelung erzeugt (Hacksilber), was bei den einseitigen dünnen Hohlpfennigen oder „Strubben“ sehr leicht möglich war, die dann ab dem 17. Jahrhundert als Brakteaten bezeichnet wurden. Das häufig trotzdem noch benötigte „Wechselgeld“ zum Preis- und Mengenausgleich von Käufern und Verkäufern auf den städtischen Märkten waren Kleinstmengen an Naturalien und Waren, die in den Gesamtkaufvorgang mit einbezogen wurden.
Der Pfennig wurde um 1200 durch die verschiedenen Münzherrn regional in Deutschland sehr unterschiedlich im Raugewicht und Silberfeingewicht (Schrot und Korn) ausgeprägt (Regionaler Pfennig), da das deutsche Königtum das Münzregal abgab bzw. nicht als einheitlichen Reichsfuß konsequent durchsetzen konnte. Dadurch entstanden im Laufe der Zeit viele regionale Pfennige mit unterschiedlichen Kursen zueinander. Durch den vielen Zusatz von Kupfer erhielten Pfennigmünzen eine schwarze Farbe, man unterschied dann zwischen weißen Pfennigen (Wißpennig, Albus, Silberpfennig) und schwarzen Pfennigen (Kupferpfennig). Ein recht bekanntes Beispiel ist der Haller Pfennig, der später zum Heller oder auch Haller in den späteren Reichsmünzordnungen als eigenständiges Nominal gesetzlich festgelegt wurde und von denen zwei Stück auf einen Pfennig bis ins 19. Jahrhundert beispielsweise in Bayern galten. Schon bei den frühen Hellern („Händleinhellern“) setzt eine merkliche Kupferbeilegierung ein, sodass der Heller schon sehr bald zur ersten deutschen „reinen“ Kupfermünze herabsank.
Die Pfennige der Schinderlingszeit, die Schwarzpfennige, wurden ab 1457 hauptsächlich in Süddeutschland, vor allem in Österreich und Bayern fast ohne Silber geprägt. Die sogenannten Bösen Halser dieser Zeit bestanden im Wesentlichen aus einer Kupfer-Zinn-Legierung. Die Periode der Schinderlinge wurde 1460 mit fünflötigen Pfennigen beendet. Die Schwarzpfennige untergruben für lange Zeit das Vertrauen in die österreichische Silberwährung.

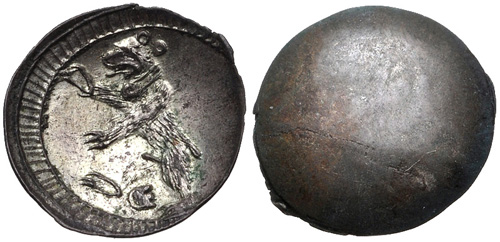
Schüsselpfennig, beschnitten

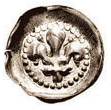
Lilienpfennig

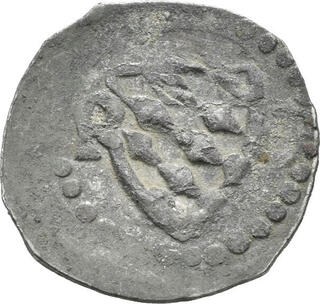
Weckeler

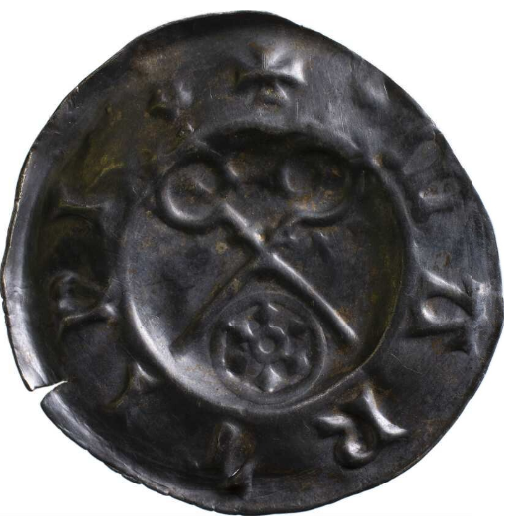
Freipfennig

Zur erfolgreichen Einführung der silbernen Groschenwährung, die den regionalen Pfennig ablöste, musste ausreichend Kleingeld vorhanden sein. Die silberreichen sächsischen Herzöge ließen zum Beispiel in ihren Münzstätten Gotha und Langensalza Hohlpfennige und Hohlheller nach vorgegebener Münzordnung prägen. Die ständige Verringerung des Silbergehalts der Groschen hatte allerdings zur Folge, dass für die Pfennigprägungen, die zeitweise die Städte durchführten (siehe die Hohlpfennige der Thüringer Städte), neue Verordnungen zur Verringerung des Silbergehalts erforderlich wurden.
Der von 1374 bis ins 18. Jahrhundert geprägte Schüsselpfennig ist infolge der Prägetechnik ein konkaver, einseitig beprägter Pfennigtyp, der ab 1374 geprägt wurde. Er entstand durch das Prägen mit nur einem Oberstempel auf einem größeren Schrötling. Dadurch wurden die Randzonen schüssel- bzw. tellerförmig nach oben bedrückt.
Als Vorläufer der Schüsselpfennige werden die einseitig geprägten silbernen Engel- und Lilienpfennige der Freien Reichsstadt Straßburg und die Trierer Pfennige genannt, die bereits am Anfang des 14. Jahrhunderts geschlagen worden sind. Sie sind sogenannte Ewige Pfennige, da sie im Gegensatz zu den meisten Brakteaten nicht regelmäßig gebührenpflichtig umgetauscht werden mussten.
Die sogenannten Pfälzer Weckeler mit dem Münzbild Weckenschild oder den Wecken allein ohne Schild, wurden ab etwa 1390 geprägt. Charakteristisches Merkmal des Pfennigs ist ab dem 15. Jahrhundert außerdem die gewölbte Form und ein dicker Perlkreis, welcher das Münzbild umgibt. Bei den späteren Schüsselpfennigen des 16. bis 18. Jahrhunderts kommt der Perlkreis nicht mehr vor.
Ein besonderer Pfennig ist der Freipfennig, ein Erfurter Pfennig, der zur Entrichtung einer Abgabe an den Erzbischof von Mainz diente. Der wegen der Verschlechterung der üblichen Pfennig hauptsächlich im 14. Jahrhundert geprägte spezielle Pfennig aus feinem Silber wurde als Hohlpfennig ausgebracht.

### Preisbeispiele für den sächsisch-thüringischen Raum
(nach Krug:)
| 1324     | ein Huhn 2 Pfennige                 |
|          | ein Lammbauch 8 Pfennige            |
| vor 1382 | ein Mastschwein 360 Pfennige        |
|          | ein junges Schwein 180 Pfennige     |
| 1382     | ein Schock Eier 10 Pfennige         |
|          | acht Ellen Leinentuch 54 Pfennige   |
|          | einen Hafen Butter 40 Pfennige      |
|          | ein Stück frische Butter 3 Pfennige |
| 1395     | sechs Hühner 48 Pfennige            |

Bei den Pfennigen handelt es sich gewöhnlich um Münzen der Landeshauptmünzstätte Freiberg.

### Neuzeit

#### 17. und 18. Jahrhundert
Etwa mit Ausgang des 17. Jahrhunderts sank der Pfennig zur reinen Kupferscheidemünze herab. Einige deutsche Münzherren prägten im 18. Jahrhundert zur etwa selben Zeit Kupfer- und Billonpfennige parallel. Tendenziell nahm jedoch ab Mitte des 18. Jahrhunderts der Anteil der Billon- gegenüber den reinen Kupferpfennigprägungen stark ab, was sich auch auf die 2- bis 4-Pfennig-Münzen übertrug. Die letzten silberhaltigen 1-Pfennig-Münzen mit der Nominalbezeichnung „Pfenig“ wurden in Deutschland von 1808 bis 1811 mit der Jahreszahl 1808 im Herzogtum Sachsen-Coburg-Saalfeld geprägt und sind selten. Auch die kupfernen Pfennige hatten nicht alle den gleichen Wert. Bremen nannte seine Pfennige deshalb sware penninge (schwere Pfennige) für die sich die Nominalbezeichnung „Schwaren“ durchsetzte.

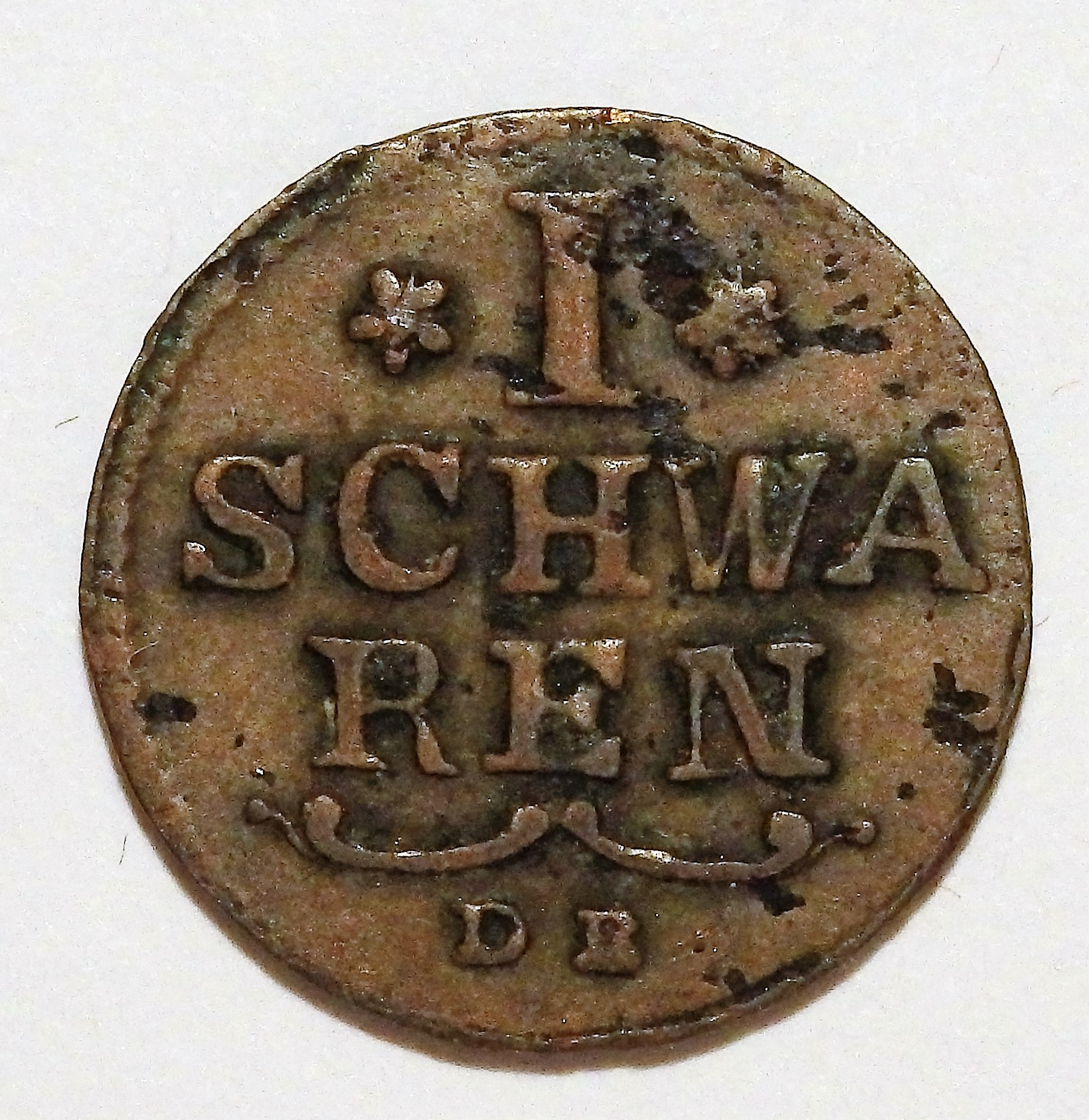
Bremer Schwaren aus dem Jahre 1797, Wertseite
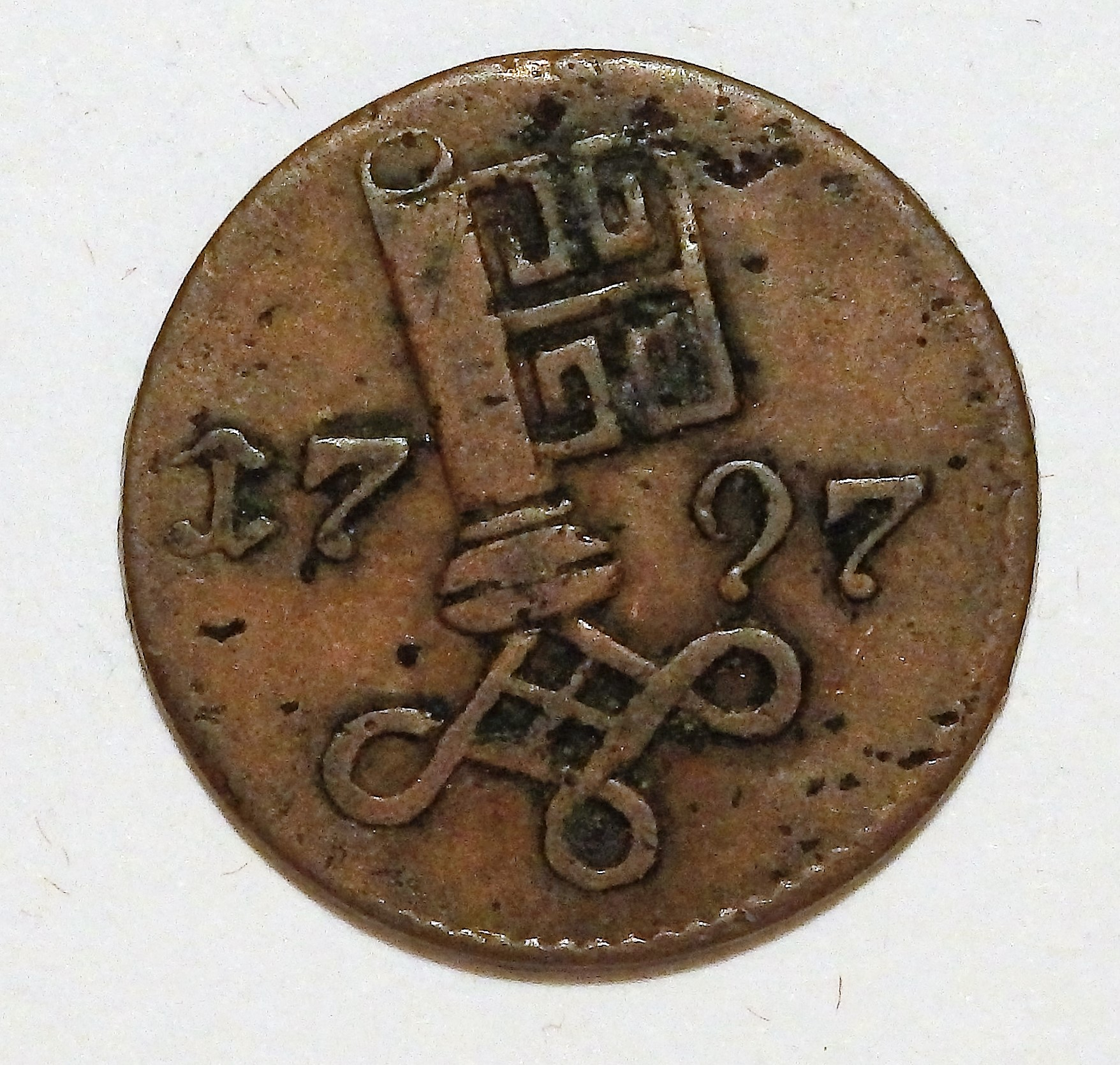
Rückseite des Schwarens

#### 19. und 20. Jahrhundert
Bis in das Jahr 1821 galten in den preußischen Provinzen verschiedene Kleinmünzensysteme. Nur in den Provinzen Brandenburg und Westfalen war der Pfennig in Bezug auf den Wert die kleinste Münze. Mit der preußischen Kleinmünzenreform von 1821 wurde ein einheitliches Kleinmünzensystem für alle preußischen Provinzen eingeführt. Zur Unterscheidung zu den Pfennigen vor der Reform wurde das neue Nominal „Pfenning“ genannt. Auf einen Taler entfielen nun nicht mehr 288 Pfennige, sondern 360 Pfenninge. Dieses neue Wertverhältnis wurde auf der Wappenseite auch genannt: 360 EINEN THALER. Andere Staaten prägten bis in das 19. Jahrhundert hinein auch 1 1⁄2 Pfennigmünzen, so zum Beispiel Sachsen-Weimar-Eisenach.
In den süddeutschen Staaten (Baden, Württemberg, Bayern mit der Pfalz, Sachsen und weitere kleinere) war der Wert des Pfenni(n)g seit der Münzordnung von 1506 bis 1871 mit 1⁄240 eines Guldens festgelegt.
(1 Gulden zu 60 Kreuzer, der Kreuzer zu 4 Pfenningen, der Pfenning zu 2 Heller).
Der halbe Pfennig (Heller) behielt als einzige Münze der Guldenzeit nach Einführung der Reichswährung offiziell seine Gültigkeit (wegen der Biersteuer in Bayern).

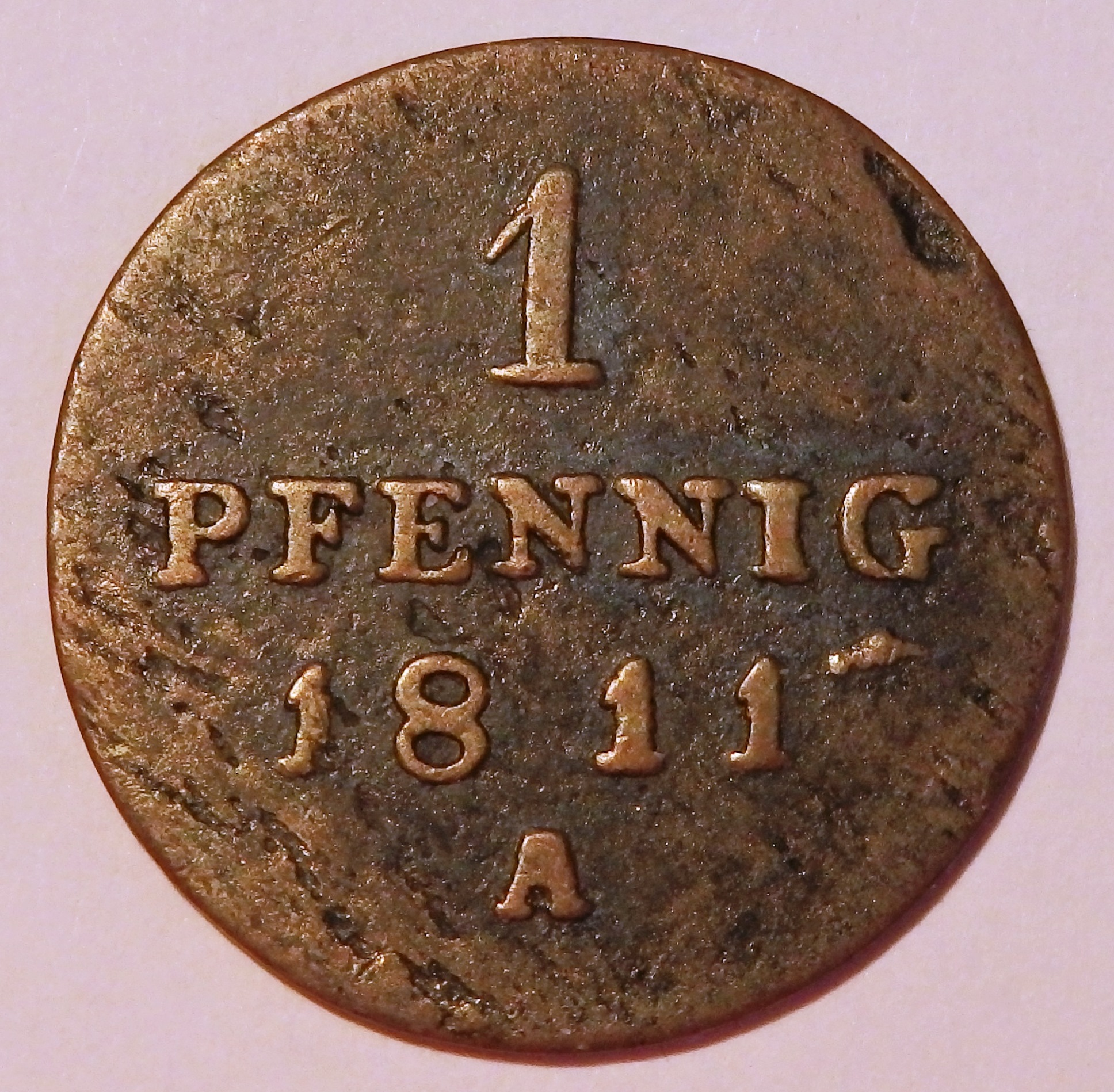
Brandenburgischer Pfennig von 1811, Wertseite
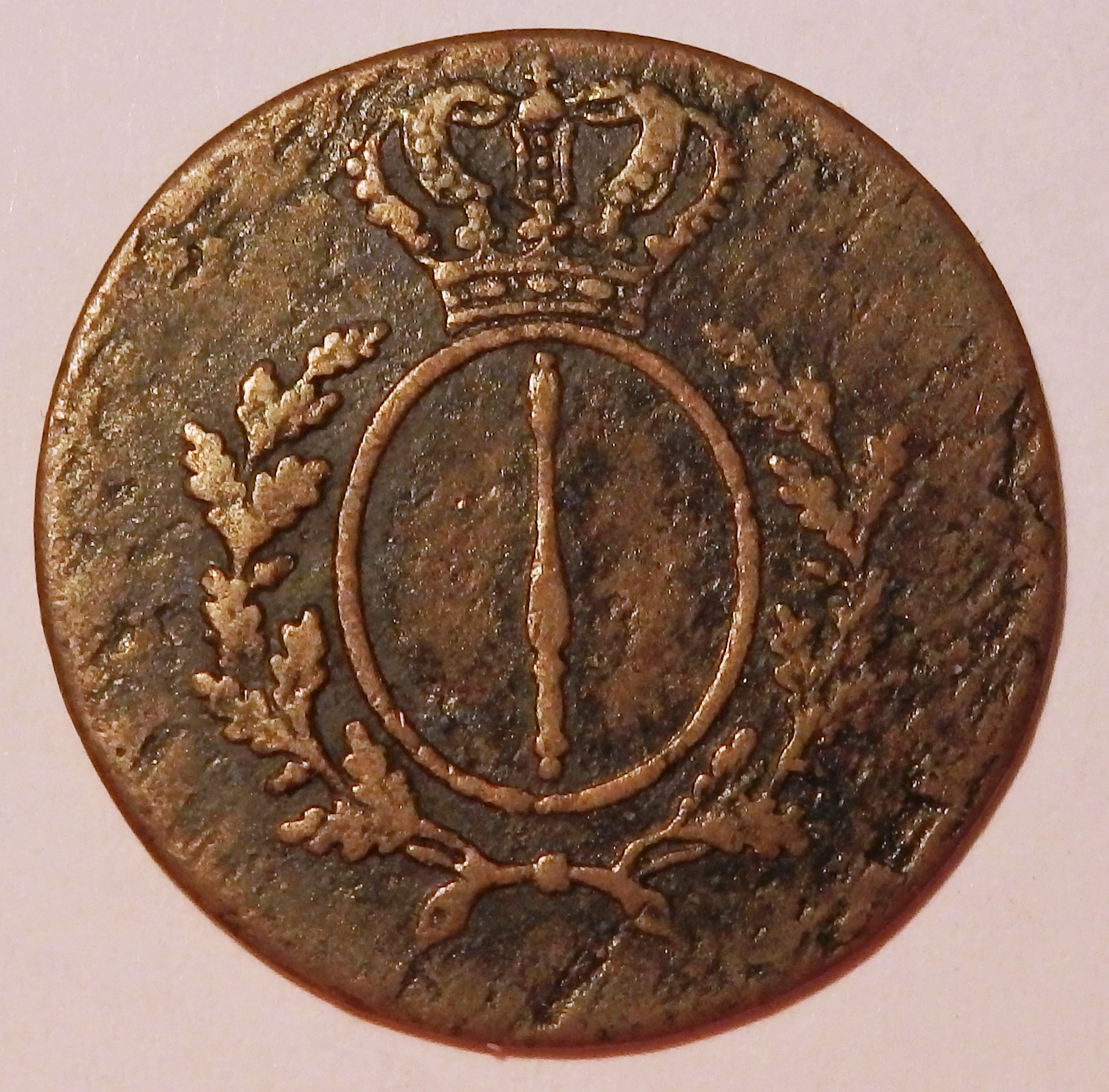
Brandenburgischer Pfennig von 1811, Wappenseite
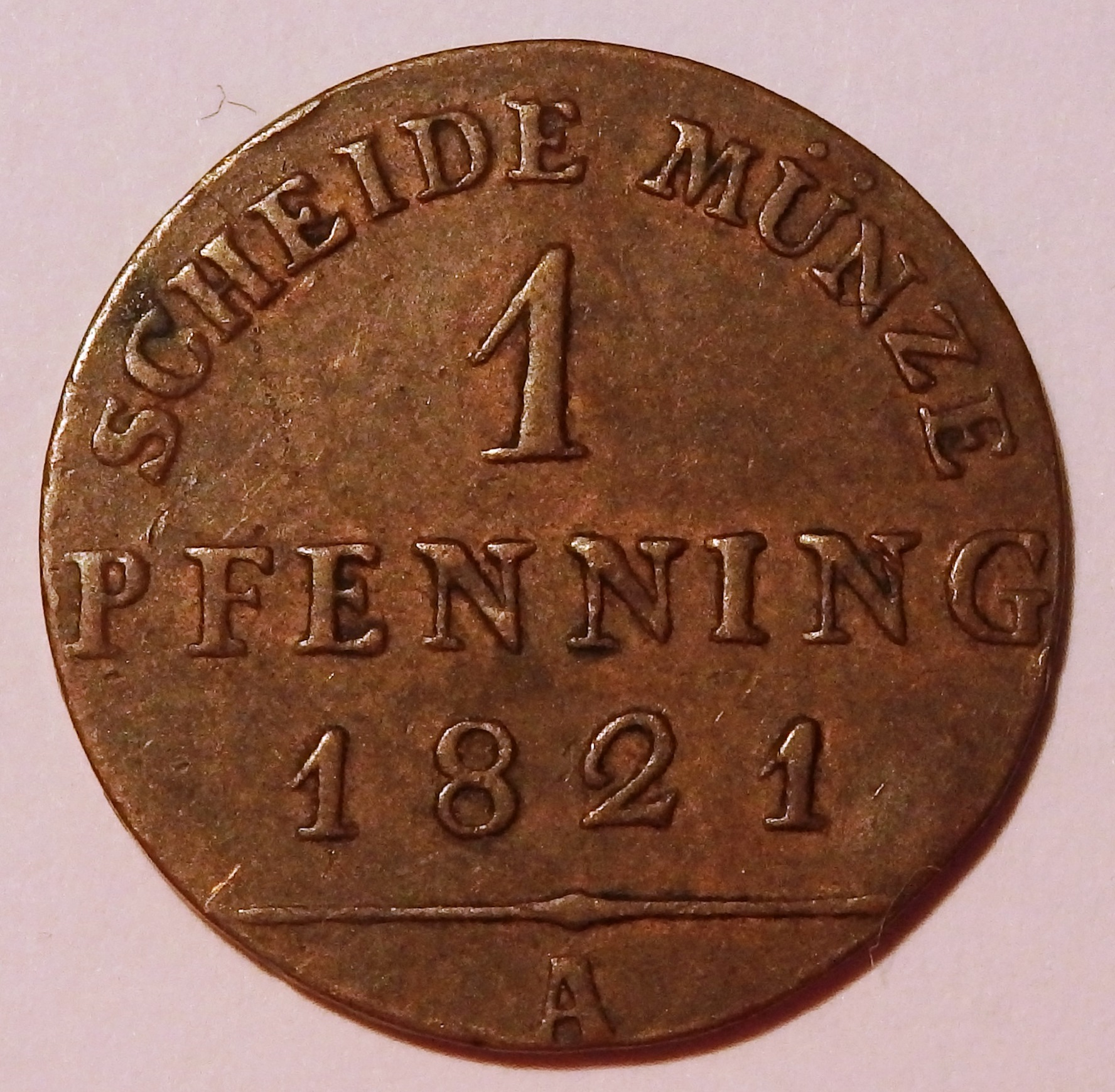
Preußischer Pfenning von 1821, Wertseite
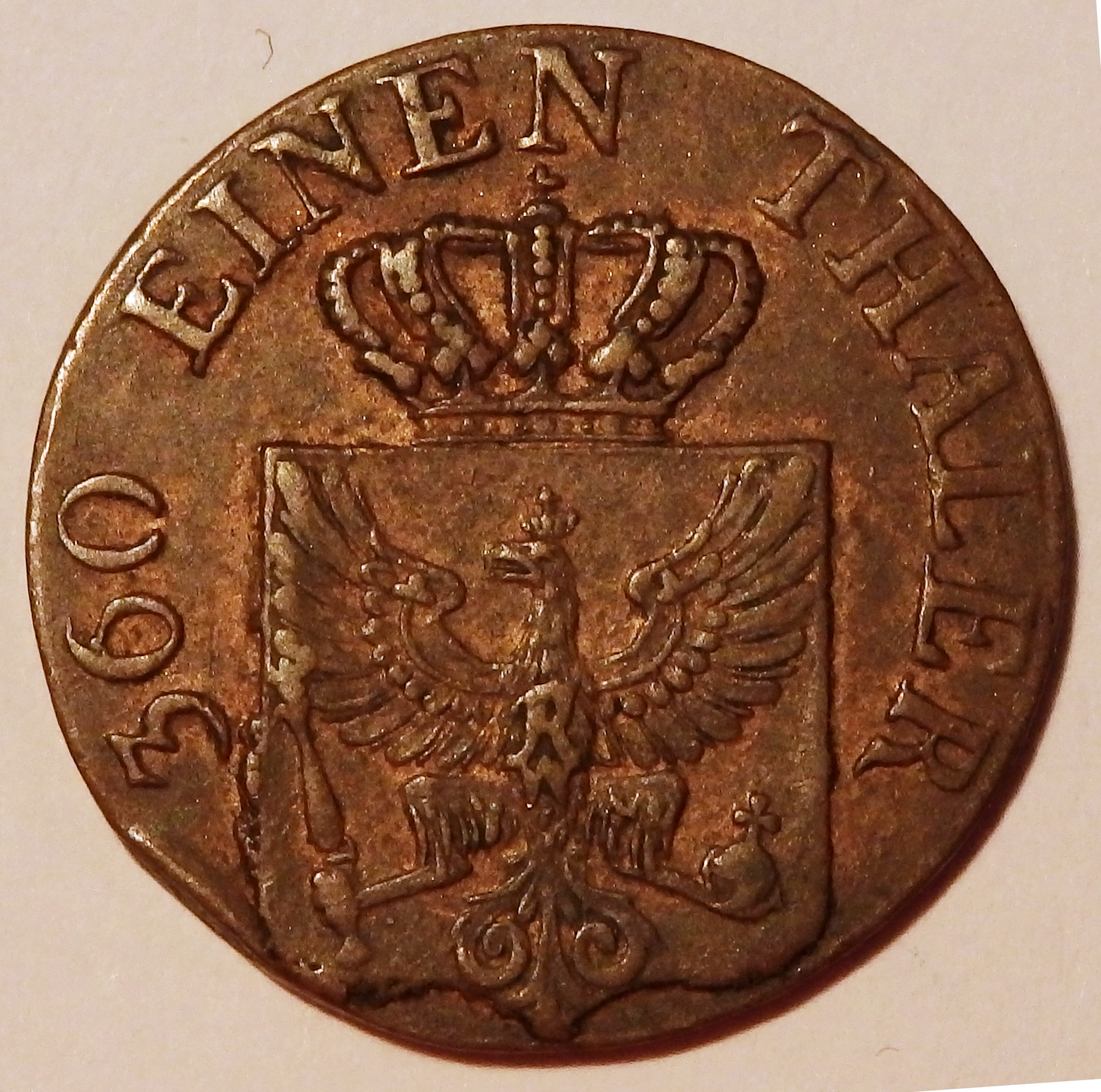
Preußischer Pfenning von 1821, Wappenseite
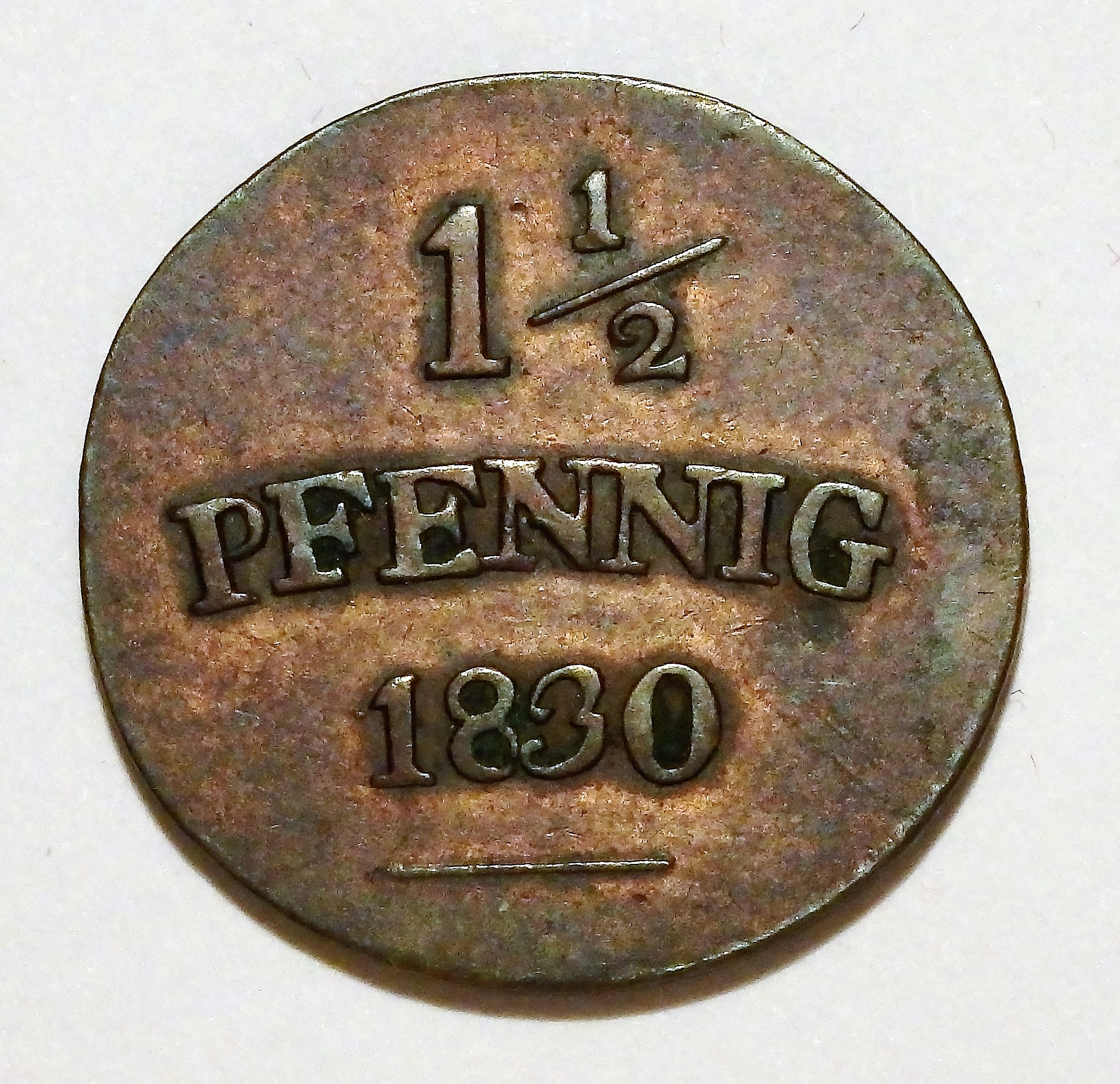
1 1⁄2 Pfennig von 1830, Sachsen-Weimar-Eisenach
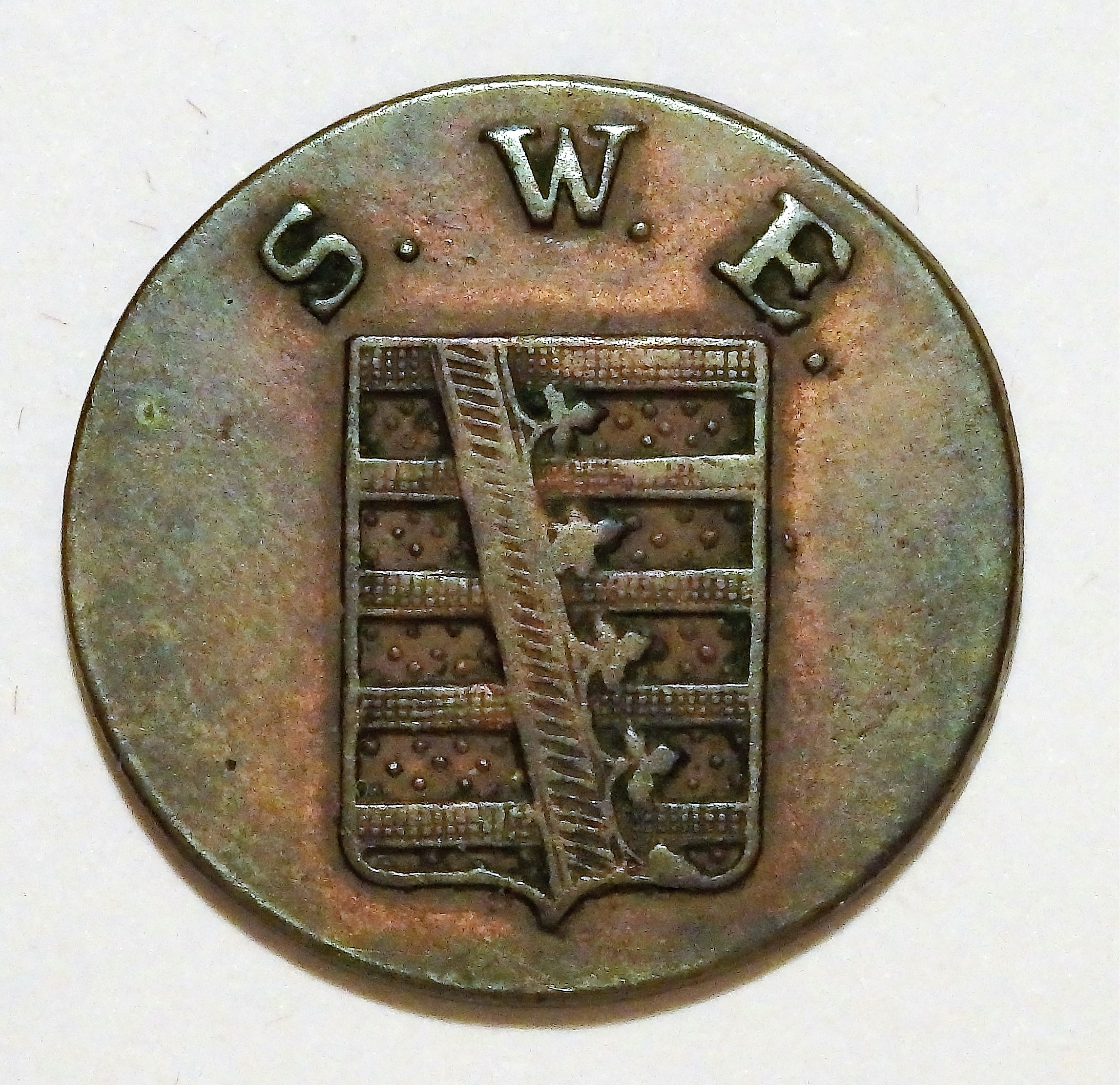
1 1⁄2 Pfennig von 1830, Wappenseite

In einigen süddeutschen Staaten war der Begriff „Heller“ ein Synonym für den Pfennig (so zum Beispiel in der Stadt Frankfurt und im Herzogtum Nassau). In Bayern galt der Heller als halber Pfennig.
Die mit Gesetz vom 4. Dezember 1871 im Deutschen Reich als Währung eingeführte Goldmark erhielt mit dem zweiten Reichsmünzgesetz vom 9. Juli 1873 als dezimale Einteilung den Pfennig mit 1 Mark = 100 Pfennig. Diese Einteilung war bis zur Euro-Einführung die kleinste Währungseinheit der jeweiligen Mark-Währungen in Deutschland.

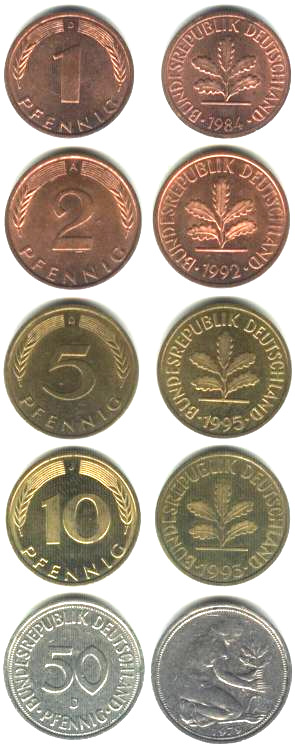
Bundesdeutsche Pfennige bis 2001

Der letzte bundesdeutsche Pfennig war kupferfarben, auf einer Seite mit einer Eins und auf der Rückseite mit dem Eichenlaub geprägt und zeigte das Prägejahr und den Kennbuchstaben des Prägeorts.
Die 1-Pfennig-Münze bestand aus Stahl, der beidseitig mit Kupfer beschichtet war (ca. 0,03 mm dick), und hatte einen Durchmesser von 16,5 mm, eine Dicke von 1,38 mm und ein Gewicht von 2,00 g. Die 2-Pfennig-Münzen bis zum Prägedatum 1968 bestanden aus Bronze, danach auch aus mit Kupfer plattiertem Stahl. Die 5- und 10-Pfennig-Münzen bestanden aus mit Messing plattiertem Stahl.
Die letzten Pfennig- (sowie die bis einschließlich auf 2 Mark lautenden) Münzen der DDR waren alle aus Aluminium, bis auf das 20-Pfennig-Stück und das bis 1956 im Umlauf gewesene 50-Pfennig-Stück, die aus Messing beziehungsweise einer Aluminium-Kupfer-Legierung bestanden.

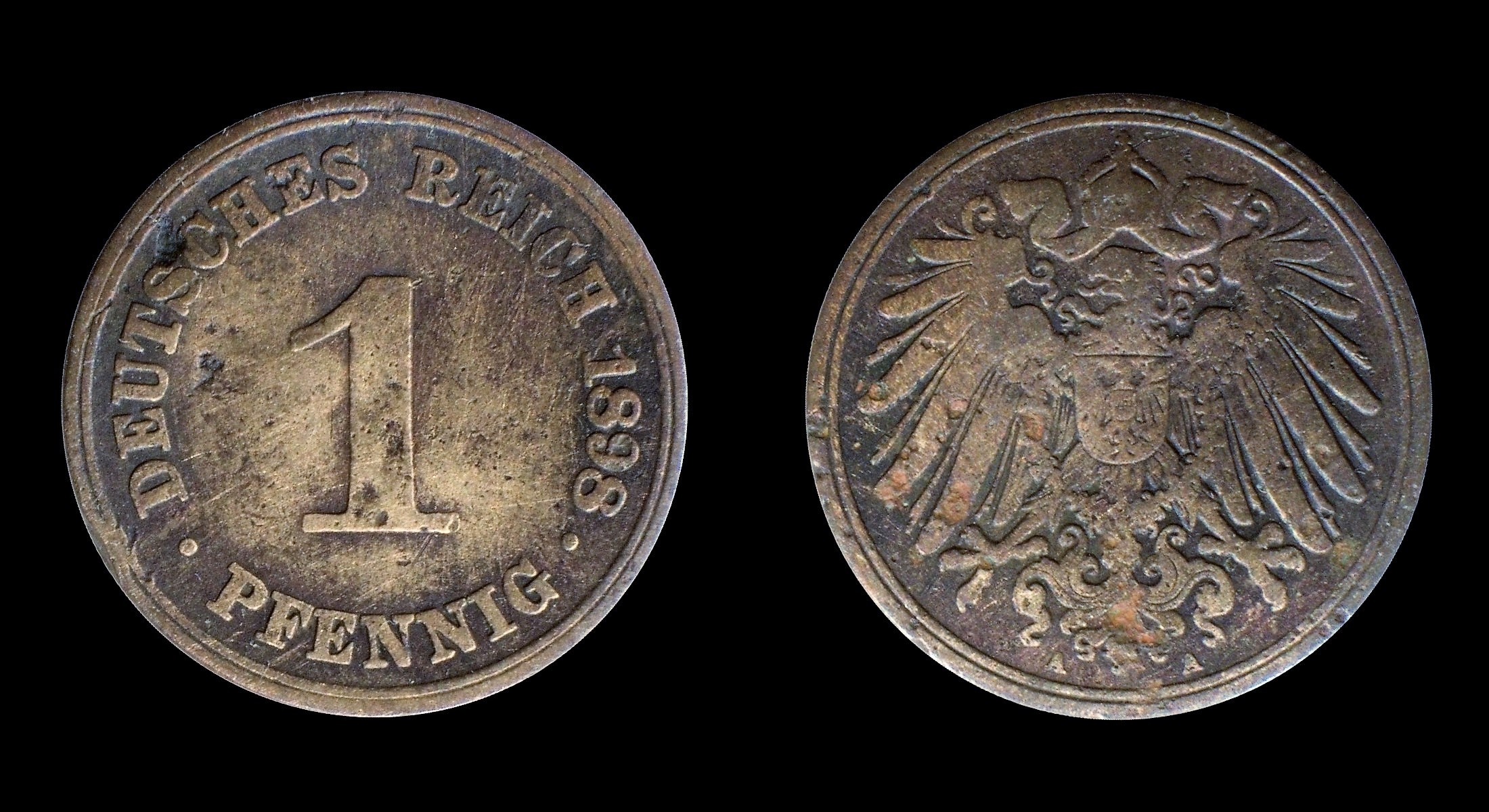
1 Pfennig der Goldmark (Deutsches Kaiserreich)
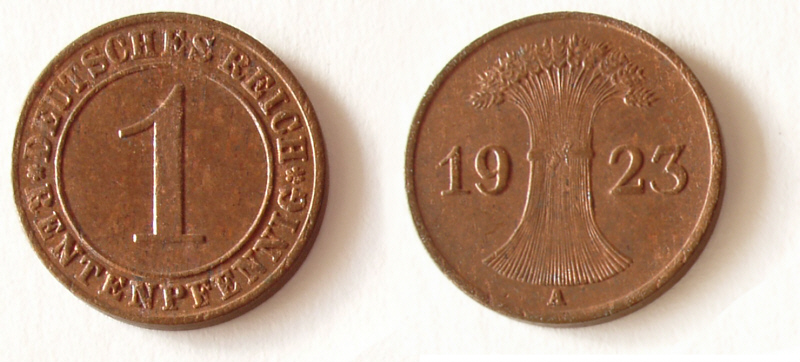
1 Rentenpfennig der Rentenmark (Weimarer Republik)
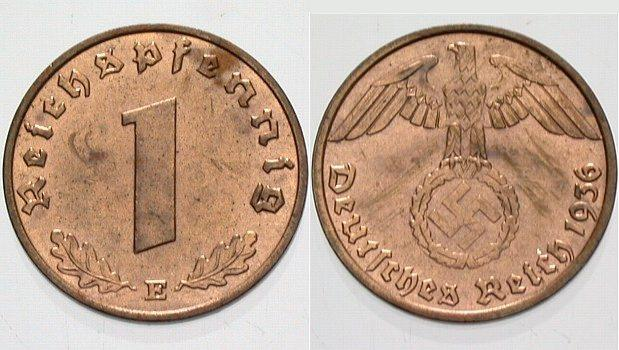
1 Reichspfennig der Reichsmark (Drittes Reich)
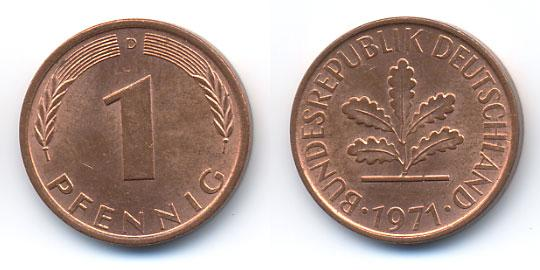
1 Pfennig der Deutschen Mark (Bundesrepublik Deutschland)
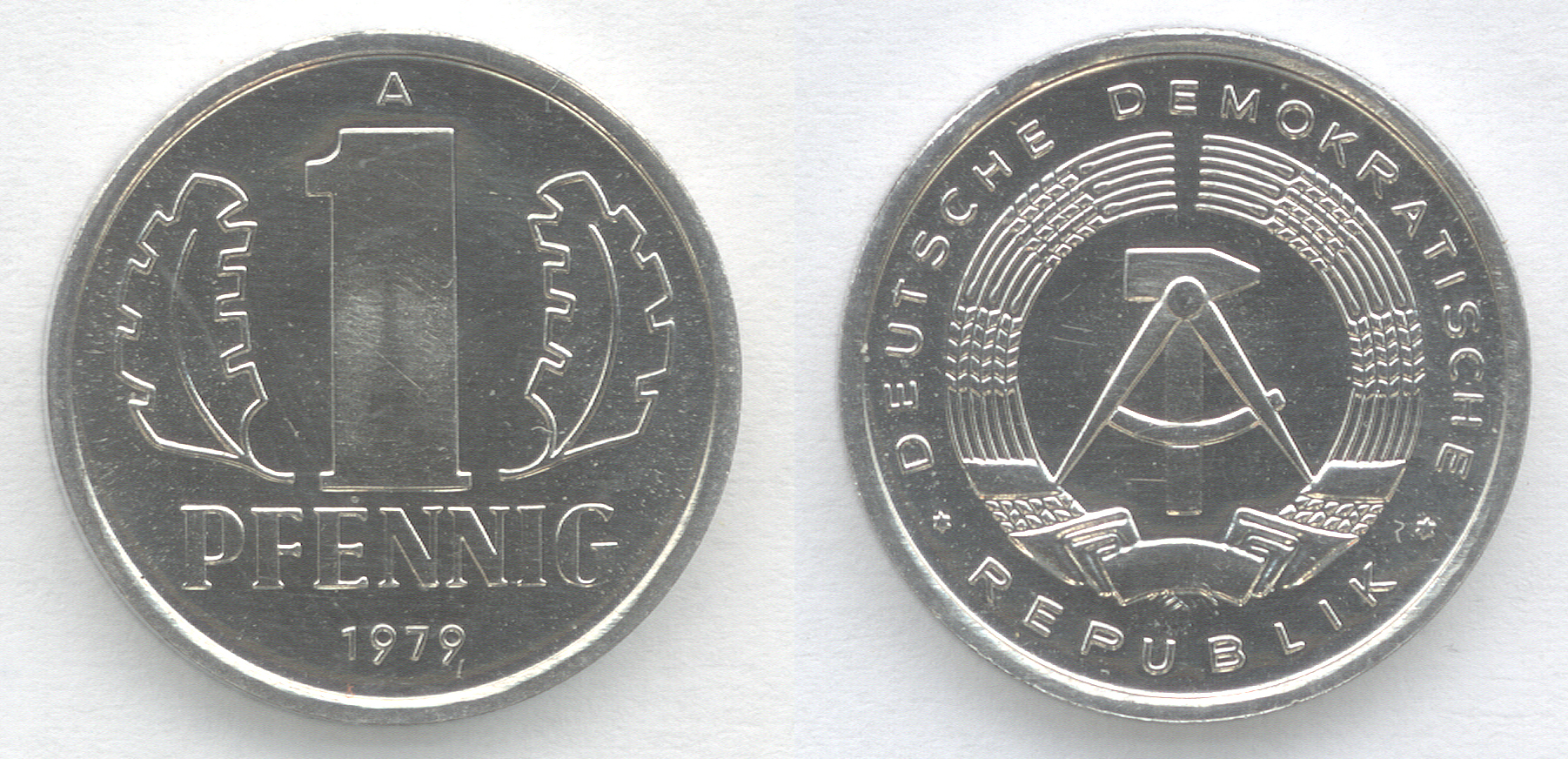
1 Pfennig der Mark (Deutsche Demokratische Republik)

## Historische Wertrelationen
Hier einige historische Wertrelationen des Pfennigs zu anderen Münznominalen, die teilweise selbst vom ursprünglichen Pfennig abstammten:
- 1 Prager Groschen = 12 Parvus (Währungseinheit) (1300–1327)
- 1 Breiter Groschen = 9 Hohlpfennige = 6 alte Brakteaten (1338–1349) – erster meißnischer Groschen
- 1 Fürstengroschen = 8 thüringische Hohlpfennige = 23 2⁄5 Stück auf den rheinischen Gulden bei Einführung im Jahr 1393
- 1 Schildgroschen = 8 Pfennige = 12 Heller = 1⁄20 rheinischer Gulden (1405–1412)
- 1 Schwertgroschen = 7,5 Pfennige = 15 Heller = 1⁄26 rheinischer Gulden nach der sächsischen Münzordnung von 1456/1457
- 1 Helmgroschen = 8 Pfennige = 12 Heller = 1⁄20 rheinischer Gulden (1405–1411)
- 1 Judenkopfgroschen = 9 Pfennige = 12 neue Heller = 18 alten Heller = 1⁄20 rheinischer Gulden (1444–1451)
- 1 Horngroschen = 9 Hornpfennige = 18 Heller (1465–1482)
- 1 Spitzgroschen = 2 halbe Schwertgroschen = 12 Pf (sächsische Münzordnung von 1482, siehe Münzstätte Langensalza/Groschenzeit)
- 1 Bartgroschen = 12 Pfennig = 24 Heller (1492–1493)
- 1 Bauerngroschen (1477–1490 geprägt) = 12 goslarische oder hildesheimische Pfennige
- 1 silberner Gulden = 1 rheinischer Goldgulden = 252 Pf (nach der sächsischen Münzordnung von 1500 – siehe Sächsische Münztrennung)
- 1 Reichsgulden zu 21 Groschen (1584) = 1 Meißnischer Gulden = 252 Pf
- 1 Zinsgroschen = 1⁄21 Gulden = 1⁄3 Schreckenberger = 2 Schwertgroschen = 12 Pfennig = 24 Heller
- 1 Reichstaler = 24 Groschen = 96 Dreier = 288 Pf (1571) – siehe Münzstätte Dresden/Die Münzen der Münzstätte
- 1 Conventions- bzw. Speciestaler à 32 Groschen = 384 Pf
- 1 (preußischer) Taler (ab 1821) à 30 Silbergroschen = 360 Pf
- 1 (sächsischer) Taler (ab 1841) à 30 Neu-Groschen = 300 Neu-Pf
- 1 (Rechnungs-)(preußischer) Reichstaler à 24 Groschen = 288 Pf
- 1 (Vereins-)Gulden (à 20 Groschen) = 60 Kreuzer = 240 Pf
- 1 Nürnberger Pfund (477 g) Silber um 1350 = 240 Pf
- 1 Pfund (Silber) = 240 Pf bis 1873.
- 1 Pound GB = 20 Shilling = 240 Pence (d) bis 1970, dann 100 (New-)Pence (p)
- 1 Nürnberger Mark (238,6 g) Silber um 1300 = 120 Pf
- 1 Guter Groschen (Guter, Silber-)Groschen = 12 Pf
- 1 Schilling = 12 Pf (im Mittelalter teilweise nur 6 Pf)
- 1 Engl. shilling (à 3 groat) = 12 pence (siehe auch Penny)
- 1 (sächsischer) Neu-Groschen = 10 Pf
- 1 Mariengroschen = 8 Pf
- 1 Kreuzer = 4 Pf
- 1 Groten = 4 Pf = 5 Schwaren
- 1 Witten = 4 Pf
- 1 Stüber = 4 Pf
- 1 Körtling („Kurzgroschen“) = ca. 4 bis 8 Pf
- 1 (böhmischer/schlesischer) Gröschel = 3 Pf
- 1 russischer Grosch (Kupfergroschen) = 2 Kupferkopeken = ca. 3,8 Pf
- 1 polnischer Grosz = 18 polnische Pf = ca. 1,9 Pf
- 1 Pf = 2 Heller, Scherf
- 1 Neugroschen = 10 Pfennige (1841–1873)
- 1 (Reichs-, Renten-, Deutsche) Mark (der Deutschen Notenbank, der DDR) = 100 Pf (ab 1873)

## Der Pfennig in Redensarten und Liedern
- „Pfennig“ steht auch heute noch synonym für geringfügige Beträge oder Abgaben, vgl. Kohlepfennig.
- Glückspfennig: Einen Pfennig zu finden bedeutet im Volksmund „Glück haben“.
- Auf Heller und Pfennig etwas bezahlen/zurückfordern …
- Pfennigfuchser (Geizhals)
- Er hat Verstand für keine zwei Pfennig. (Er ist ein Dummkopf.)
- pfenniggut (bairische und preußische Mundart)
- Pfennigabsatz
- Schwänzelpfennig (regional: ein geringfügiger unterschlagener Betrag)
- Wer den Pfennig nicht ehrt, ist des Talers nicht wert.
- Der Pfennig ist die Seele der Milliarde. (Zitat von Grete Schickedanz)

## Sammlerwert
Einige wenige Pfennigmünzen haben einen hohen Wert unter Sammlern; beispielsweise die 50-Pfennigmünze mit der Umschrift „Bank deutscher Länder“ und dem Prägejahr 1950. Die Prägestätte Karlsruhe, Münzbuchstabe „G“, prägte im Jahr 1950 irrtümlich 30.000 Fünfzig-Pfennig-Stücke mit der Inschrift „Bank Deutscher Länder“ statt „Bundesrepublik Deutschland“. Erst durch eine nachträgliche Anordnung wurden diese Prägungen zur kursgültigen Münze erklärt, da zu diesem Zeitpunkt die Münzhoheit schon auf das Bundesfinanzministerium übergangen war. Der aus der Seltenheit resultierende hohe Sammlerwert führte sogar zu Fälschungen, mitunter durch Kombinationen einseitig abgeschliffener Hälften verschiedener Münzen. Auf der Rückseite des von 1949 bis 2002 in Umlauf befindlichen 50-Pfennig-Stückes ist als Eichenpflanzerin Gerda Johanna Werner abgebildet.
Gefragt sind auch die 1-Pfennig-Münzen mit dem Prägejahr 1948. Ein weiteres seltenes Pfennigstück ist die Ausgabe 2 Pfennig der Prägestätte Hamburg (J) des Jahres 1969 aus Kupfer; diese Münze wird durch das verwendete Material von einem Magneten nicht angezogen.
Mit Abschaffung der Deutschen Mark und der Einführung des Euro ist auch der Pfennig kein gültiges Geldzeichen mehr.

## Pfennigzeichen

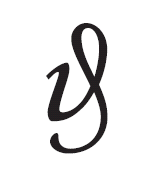
Pfennigzeichen

Für „Pfennig“ wurde früher vorrangig das Kürzel „d“ verwendet, wobei „d“ für den „denarius“ (Mehrzahl: „denarii“) steht, eine kleine römische Münze (vgl. Kürzel „d“ für Penny). Das Pfennigzeichen wurde bis nach dem Zweiten Weltkrieg verwendet. Es war, wie nebenstehende Abbildung zeigt, ein in der deutschen Kurrentschrift geschriebenes „d“ mit einem Schwung nach unten. Letzterer war bis zum 18. Jahrhundert eine übliche Kennzeichnung von Abkürzungen, wie heute der Punkt.
Bei modernen Herausgaben handschriftlicher Originale oder gedruckter Texte wird das Pfennigzeichen, aufgrund der ähnlichen Form, manchmal fälschlicherweise mit „ch“ transkribiert.
Daneben findet das Zeichen Verwendung bei der Korrektur, wo es als Abkürzung für deleatur „es werde getilgt“ fungiert und zu löschende Textteile markiert.

### Darstellung auf Computersystemen
| Zeichen | Unicode Position | Unicode Bezeichnung | Bezeichnung    | HTML hexadezimal | HTML dezimal | HTML benannt | Tastatureingabe mit Belegung E1 |
| ------- | ---------------- | ------------------- | -------------- | ---------------- | ------------ | ------------ | ------------------------------- |
| ₰       | U+20B0           | german penny sign   | Pfennigzeichen | &#x20B0;         | &#8368;      | –            | – %                             |

In aktuellen Fontversionen ist das Pfennigzeichen u. a. im Zeichensatz von Times New Roman (₰), Arial (₰), Courier New (₰), Malgun Gothic (₰), MS Mincho (₰) sowie Tahoma/Verdana (₰) unter den Währungssymbolen enthalten.